# Hypopterygium speciosum
Hypopterygium speciosum är en bladmossart som beskrevs av C. Müller 1845. Hypopterygium speciosum ingår i släktet Hypopterygium och familjen Hookeriaceae. Inga underarter finns listade i Catalogue of Life.